# Eishockeyturnier in Les Avants 1911
Das Eishockeyturnier in Les Avants fand vom 13. bis 15. Januar 1911 in Les Avants, Schweiz statt. Die Oxford Canadians gewann das Turnier mit einer Bilanz von vier Siegen aus ebenso vielen Spielen.

## Turnier

### Spiele
| 13. Januar 1911 | Princes Ice Hockey Club | 13:0 | Fédération des Patineurs de Belgique | Les Avants |

| 13. Januar 1911 | Berliner Schlittschuhclub | 5:4 | Princes Ice Hockey Club | Les Avants |

| 13. Januar 1911 | Club des Patineurs Lausanne | 4:3 | Fédération des Patineurs de Belgique | Les Avants |

| 13. Januar 1911 | Berliner Schlittschuhclub | 1:7 | Oxford Canadians | Les Avants |

| 14. Januar 1911 | Club des Patineurs Lausanne | 0:13 | Oxford Canadians | Les Avants |

| 14. Januar 1911 | Berliner Schlittschuhclub | 8:0 | Fédération des Patineurs de Belgique | Les Avants |

| 14. Januar 1911 | Club des Patineurs Lausanne | 1:10 | Princes Ice Hockey Club | Les Avants |

| 15. Januar 1911 | Oxford Canadians | 26:0 | Fédération des Patineurs de Belgique | Les Avants |

| 15. Januar 1911 | Club des Patineurs Lausanne | 3:4 | Berliner Schlittschuhclub | Les Avants |

| 15. Januar 1911 | Oxford Canadians | 12:0 | Princes Ice Hockey Club | Les Avants |

### Abschlusstabelle
| Pl. |                                      | Sp | S | U | N | Tore  | Punkte |
| 1.  | Oxford Canadians                     | 4  | 4 | 0 | 0 | 58:01 | 8:0    |
| 2.  | Berliner Schlittschuhclub            | 4  | 3 | 0 | 1 | 18:14 | 6:2    |
| 3.  | Princes Ice Hockey Club              | 4  | 2 | 0 | 2 | 27:18 | 4:4    |
| 4.  | Club des Patineurs Lausanne          | 4  | 1 | 0 | 3 | 08:30 | 2:6    |
| 5.  | Fédération des Patineurs de Belgique | 4  | 0 | 0 | 4 | 03:51 | 0:8    |